# 53e Assemblée générale de l'Île-du-Prince-Édouard
La 53e Assemblée générale de l'Île-du-Prince-Édouard fut en séance du 21 mai 1974 au 28 mai 1978. Le Parti libéral dirigé par Alex Campbell forma le gouvernement.
Cecil A. Miller fut élu président.
Il y eut cinq sessions à la 53e Assemblée générale :
| Session | Début        | Fin              |
| ------- | ------------ | ---------------- |
| 1re     | 21 mai 1974  | 20 novembre 1974 |
| 2e      | 3 avril 1975 | 12 décembre 1975 |
| 3e      | 4 avril 1976 | 22 avril 1976    |
| 4e      | 10 mars 1977 | 13 mai 1977      |
| 5e      | 2 mars 1978  | 28 mars 1978     |

## Membres

### Kings
| Circonscription | Membre de l'assemblée | Membre de l'assemblée | Parti        | Conseiller | Conseiller                         | Parti                |
| --------------- | --------------------- | --------------------- | ------------ | ---------- | ---------------------------------- | -------------------- |
| 1er Kings       |                       | Bruce L. Stewart      | Libéral      |            | Melvin J. McQuaid James Fay (1876) | Conservateur Libéral |
| 2e Kings        |                       | J. Walter Dingwell    | Conservateur |            | Leo F. Rossiter                    | Conservateur         |
| 3e Kings        |                       | Bennett Campbell      | Libéral      |            | A. E. Bud Ings                     | Libéral              |
| 4e Kings        |                       | Charles Fraser        | Libéral      |            | Gilbert Clements                   | Libéral              |
| 5e Kings        |                       | Arthur J. MacDonald   | Libéral      |            | Waldron Lavers                     | Libéral              |

### Prince
| Circonscription | Membre de l'assemblée | Membre de l'assemblée         | Parti                | Conseiller | Conseiller                    | Parti                |
| --------------- | --------------------- | ----------------------------- | -------------------- | ---------- | ----------------------------- | -------------------- |
| 1er Prince      |                       | Russell Perry                 | Libéral              |            | Robert Campbell (en)          | Libéral              |
| 2e Prince       |                       | George Henderson              | Libéral              |            | Joshua MacArthur George Dewar | Libéral Conservateur |
| 3e Prince       |                       | William GallantLéonce Bernard | Libéral              |            | Edward Clark                  | Libéral              |
| 4e Prince       |                       | Catherine Callbeck            | Libéral              |            | Frank Jardine                 | Libéral              |
| 5e Prince       |                       | T. Earle HickeyGeorge McMahon | Libéral Conservateur |            | Alex Campbell                 | Conservateur         |

### Queens
| Circonscription | Membre de l'assemblée | Membre de l'assemblée                            | Parti                | Conseiller | Conseiller      | Parti        |
| --------------- | --------------------- | ------------------------------------------------ | -------------------- | ---------- | --------------- | ------------ |
| 1er Queens      |                       | Jean Canfield                                    | Libéral              |            | Ralph Johnstone | Libéral      |
| 2e Queens       |                       | David Ford                                       | Libéral              |            | Lloyd MacPhail  | Conservateur |
| 3e Queens       |                       | Cecil A. Miller                                  | Libéral              |            | Levi McNally    | Libéral      |
| 4e Queens       |                       | Vernon MacIntyre Angus MacLean (1976)            | Conservateur         |            | Daniel Compton  | Conservateur |
| 5e Queens       |                       | Gordon Lockhart Bennett James Matthew Lee (1975) | Libéral Conservateur |            | George Proud    | Libéral      |
| 6e Queens       |                       | Allison MacDonald                                | Libéral              |            | John Maloney    | Libéral      |